# Methylparathion
Methylparathion is een zeer toxische organische verbinding met als brutoformule C8H10NO5PS. De stof komt voor als een wit kristallijn poeder, dat zeer moeilijk oplosbaar is in water.

## Toepassingen
Methylparathion wordt gebruikt als een krachtig insecticide. Handelsnamen van het product zijn Metacide, Bladan-M, Folidol-M en Nitrox-80. De commerciële vorm van methylparathion is een donkerbruine oplossing met de onaangename geur van rotte eieren en knoflook. Het wordt sedert 1952 in de Verenigde Staten geproduceerd. Door de hoge toxiciteit wordt het gebruik van de stof streng gecontroleerd.

## Toxicologie en veiligheid
Bij verhitting van methylparathion worden giftige dampen gevormd. De stof kan effecten hebben op het zenuwstelsel, met als gevolg stuiptrekkingen, ademhalingsfalen en de dood. Er kan remming van cholinesterase optreden en blootstelling ver boven de toegestane grenzen kan de dood veroorzaken.